# 克里安德
克里安德是一名亚历山大大帝时期的将领。他的父亲是波利摩克拉提斯。克里安德取代了米南德成为佣兵指挥官。前334年冬季前夕，亚历山大派他到伯罗奔尼撒（Peloponnesos）招募佣兵，之后他带着佣兵参与了前332年的泰爾圍城。前330年，他受命于亚历山大特使波吕达玛斯去杀死帕曼纽。前325年，克里安德受到指控极端挥霍和压迫手段，被亚历山大下令处决。

## 家庭
父：波利摩克拉提斯
兄弟：科那斯